# Evil Dead: The Game
Evil Dead: The Game (с англ. — «Зловещие мертвецы: Игра») — компьютерная игра, разработанная Saber Interactive, основанная на одноимённой франшизе. Evil Dead: The Game представляет собой кооперативный игровой процесс и сражения «игрок против игрока» (PvP). В игре к своим персонажам вернулись: Брюс Кэмпбелл в роли Эша Уильямса, Ричард ДеМэннинкор в роли Скотти, Маркус Гилберт в роли Артура, а также Дана ДеЛоренцо в роли Келли Максвелл и Рэй Сантьяго в роли Пабло Симона Боливара.
Изначально выход игры планировался в 2021 году, однако позже был перенесён на февраль 2022 года. Позже разработчики объявили дату выхода 13 мая 2022 года.

## Геймплей
В игре присутствует как кооперативный геймплей, так и режим PvP, а также механика древа навыков. Evil Dead: The Game содержит несколько карт, в том числе хижину в лесу из оригинального фильма «Зловещие мертвецы», а также более 25 видов оружия, в том числе бензопилу Эша.

## Разработка
Evil Dead: The Game была анонсирована на церемонии вручения наград The Game Awards 10 декабря 2020 года. В тот же день на YouTube были загружены официальные трейлеры к игре.

## Оценки
| Сводный рейтинг    | Сводный рейтинг                     |
| Агрегатор          | Оценка                              |
| ------------------ | ----------------------------------- |
| Metacritic         | PC: 76/100 PS5: 72/100 XSXS: 72/100 |
| Иноязычные издания |                                     |
| Издание            | Оценка                              |
| GameSpot           | 6/10                                |
| GamesRadar+        | [ 15 ]                              |
| Hardcore Gamer     | 4/5                                 |
| IGN                | 8/10                                |
| PC Gamer (US)      | 85/100                              |
| Push Square        | [ 19 ]                              |
| VG247              | [ 20 ]                              |

Игра получила смешанные отзывы, согласно сайту агрегации отзывов Metacritic.
С момента релиза, за пять дней было продано 500 000 копий игры.